# The Girl Guides Association of Belize
The Girl Guides Association of Belize (GGAB, in italiano Associazione Ragazze Guide del Belize) è l'organizzazione nazionale del Guidismo nel Belize. Questa conta 468 membri (nel 2003). Fondata nel 1937, l'organizzazione diventa membro effettivo del World Association of Girl Guides and Girl Scouts (WAGGGS) nel 1987.